# Surville, Calvados

Surville este o comună în departamentul Calvados, Franța. În 1 ianuarie 2022 avea o populație de 474 de locuitori.